# Hôtel Marbotin
L'hôtel Marbotin est un hôtel particulier du XVIIIe siècle situé à Bordeaux, en France.

## Localisation
L'hôtel particulier est situé aux 28-30 rue Blanchard-Latour, dans le quartier Saint-Bruno.

## Histoire
La chartreuse est construite en 1770 pour les Féger, riche famille de parlementaires et d'armateurs, notamment négriers. Elle est le dernier témoin du vaste domaine de Vincennes, l'un des établissements de plaisir favoris des Bordelais sous la Restauration, où étaient donnés des bals et des concerts.
En 1825, une partie du terrain est vendu pour y établir la première usine à gaz permettant l'éclairage de la ville. Le restant est loti à partir des années 1850, et donne naissance à un quartier populaire.
La chartreuse est inscrite au titre des monuments historiques le 21 juillet 1967.

## Architecture
Cet hôtel particulier est une chartreuse typique de la région bordelaise.
Le bâtiment est élevé sur un plan rectangulaire à double façade. Il comporte un rez-de-chaussée sur caves dont l'accès se fait, sur la façade principale, par un escalier à double révolution et palier semi circulaire.
Une grosse corniche en demi ronde marque le départ du rez-de-chaussée en ceinturant tout le bâtiment. Le rez-de-chaussée comporte, au centre, une légère avancée encadrée de pilastres à refends. Les clefs des fenêtres sont constituées d'une coquille décorée d'une figure féminine entourée de guirlandes.
Le jardin, aujourd'hui réduit, est le vestige d'un parc autrefois considérable, le domaine de Vincennes.

## Éléments protégés
Les façades et toitures ont été inscrites à l'Inventaire supplémentaire des monuments historiques par un arrêté du 21 juillet 1967.